# Mark Huizinga
Mark Huizinga (n. 10 septembrie 1973, Vlaardingen, Olanda de Sud, Țările de Jos) este un judocan ce a reprezentat Regatul Țărilor de Jos, medaliat olimpic. A participat la 4 ediții ale Jocurilor Olimpice (1996, 2000, 2004, 2008) în care a câștigat o medalie de aur și o medalie de bronz.